# شهرستان یاکوولفسکی (سرزمین پریمورسکی)
شهرستان یاکوولفسکی (به لاتین: Yakovlevsky District) یک شهرستان در روسیه است که در سرزمین پریمورسکی واقع شده‌است.